# Gaby Minneboo
Gaby Minneboo (né le 12 juin 1945 à Veere) est un coureur cycliste néerlandais. Spécialiste du demi-fond, il a été cinq fois champion du monde de cette discipline chez les amateurs, entre 1975 et 1982, avec pour entraîneur Bruno Walrave.

## Palmarès sur piste

### Championnats du monde
- Varèse 1971
  -  Médaillé de bronze du demi-fond amateurs
- LMarseille 1972
  -  Médaillé de bronze du demi-fond amateurs
- Saint-Sébastien 1973
  -  Médaillé de bronze du demi-fond amateurs
- Rcourt 1975
  -  Champion du monde de demi-fond amateurs
- Monteroni di Lecce 1976
  -  Champion du monde de demi-fond amateurs
- San Cristóbal 1977
  -  Champion du monde de demi-fond amateurs
- Amsterdam 1979
  -  Médaillé de bronze du demi-fond amateurs
- Besançon 1980
  -  Champion du monde de demi-fond amateurs
- Leicester 1982
  -  Champion du monde de demi-fond amateurs

### Championnats nationaux
- Champion des Pays-Bas derrière derny amateurs en 1976

## Palmarès sur route
- 1966
  - 3e de la Ronde des Flandres
- 1973
  - Omloop van de Braakman
- 1975
  - 2e du Circuit du Westhoek